# Giovanni Daminelli
Giovanni Daminelli (Bergamo, 2 agosto 1943 – Sesto San Giovanni, 26 marzo 2019) è stato un matematico ed esperantista italiano.

## Biografia
Nato a Bergamo, primo di quattro figli, si diplomò perito elettrotecnico all'istituto tecnico industriale "Pietro Paleocapa" (meglio conosciuto come "Esperia") di Bergamo. 

Da studente lavoratore si laureò in matematica nel 1982. Per ragioni professionali si trasferì a Sesto San Giovanni. 

Lavorò al Centro di Ricerca e Calcolo Scientifico  della Pirelli di Milano, dove ottenne numerosi riconoscimenti per i risultati delle sue ricerche. 

Deceduto nel 2019, riposa nel cimitero della parrocchia di Colognola al Piano, nel comune di Bergamo.
Imparò l'esperanto nel 2000, e nel 2003 ottenne il diploma di 3º grado dell'Istituto italiano di esperanto. 

Sempre nel 2003 fu eletto presidente dell'Unione esperantista cattolica italiana (UECI). Fu redattore del suo organo ufficiale, la rivista esperantista Katolika Sento. Creò il sito internet dell'associazione. 

Fu segretario dell'Istituto Italiano di Esperanto (IIE) e consigliere del Circolo Esperantista Milanese (CEM). 

Nel 2012 fu eletto sedicesimo presidente dell'Unione esperantista cattolica internazionale (IKUE). 

A Milano insegnò l'esperanto al Circolo Esperantista Milanese (CEM) e all'Università della terza età. Organizzò corsi di esperanto di ogni livello per i due organismi citati e per il liceo linguistico "Alessandro Manzoni" di Milano. 

Fu tutor di formazione del "Corso Kirek" per l'apprendimento dell'esperanto via internet e posta elettronica